# Pont des Fayettes
Le pont des Fayettes ou pont la Fayette est un pont routier sur la rivière Bonne, sur la commune de Valbonnais, au sud du département de l'Isère. C'est un spécimen rare de pont couvert en France.
Il est situé à 738 mètres d'altitude, sur la route départementale 526, entre les villages de Valbonnais et d'Entraigues. Ce pont, construit en bois, acier et béton, a été mis en service le 7 juillet 2000, en remplacement d'un ancien pont en béton à voie unique. Afin de valoriser les ressources naturelles à l'entrée du Parc national des Ecrins, le conseil général de l'Isère, maître d'ouvrage, a voulu qu'il soit construit pour l'essentiel en bois d'essences locales (mélèze, épicéa, pin sylvestre). Pour faire face aux conditions hivernales rudes, il est muni d'une couverture, entièrement en bois, qui lui donne son cachet original.

## Caractéristiques techniques
Le pont a une longueur totale de 38,50 mètres, et une largeur de 12,60 mètres. Il comporte une seule travée, rectiligne et horizontale. Le tablier, long de 27,60 mètres, est constitué d'une dalle en béton doublée d'une dalle en solives bois. Il repose à ses extrémités sur deux culées en béton. La chaussée est goudronnée, en raccord avec la route de part et d'autre de l'ouvrage.
La couverture est un toit à double pente allongé dans l'axe du pont et porté par une charpente posée sur un portique reposant sur les deux côtés de la chaussée. L'ensemble de la structure est en poutres de bois, mais la rigidité est assurée par des tirants métalliques. Le toit est couvert de tavaillons de mélèze. Son faîte domine de 7 mètres la chaussée, et il laisse une hauteur libre de 4,30 mètres pour le passage des véhicules.
Deux couloirs pour les piétons sont aménagés de part et d'autre de la chaussée, mais à l'extérieur du portique, avec mains courantes, ce qui sécurise leur passage. La largeur du toit est supérieure à celle de l'ouvrage couvert, de manière à protéger aussi les couloirs piétons.

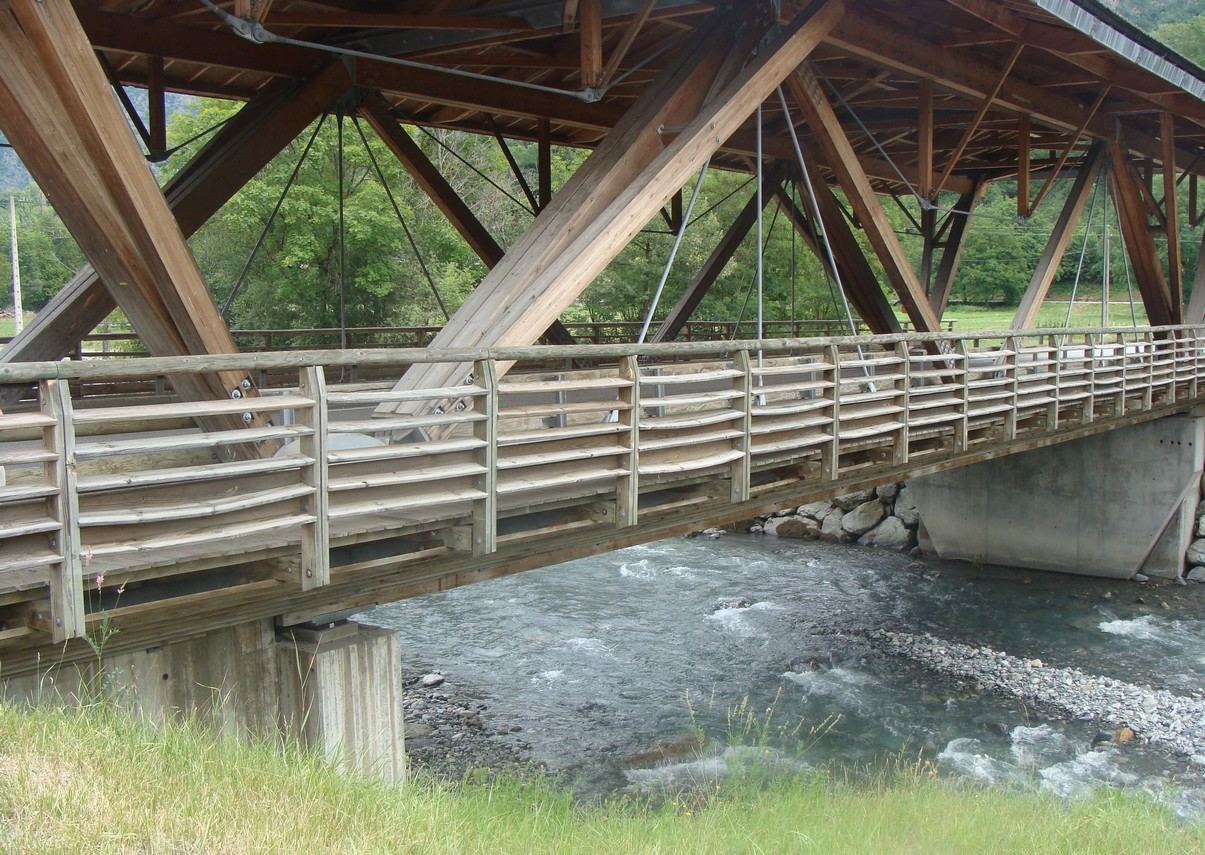
Vue latérale
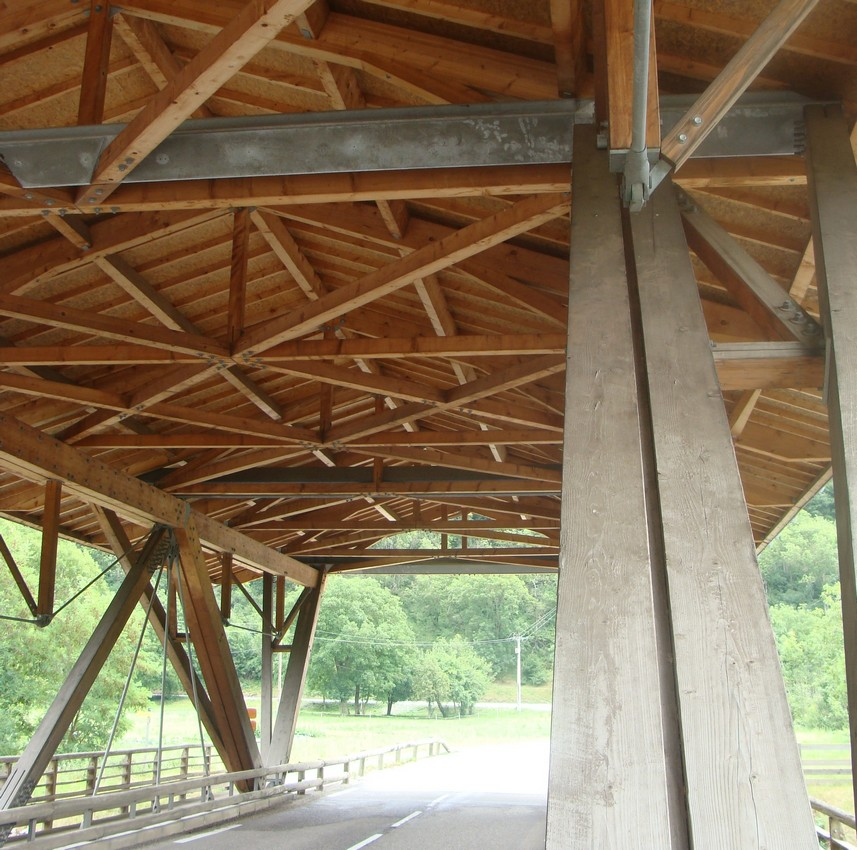
La charpente
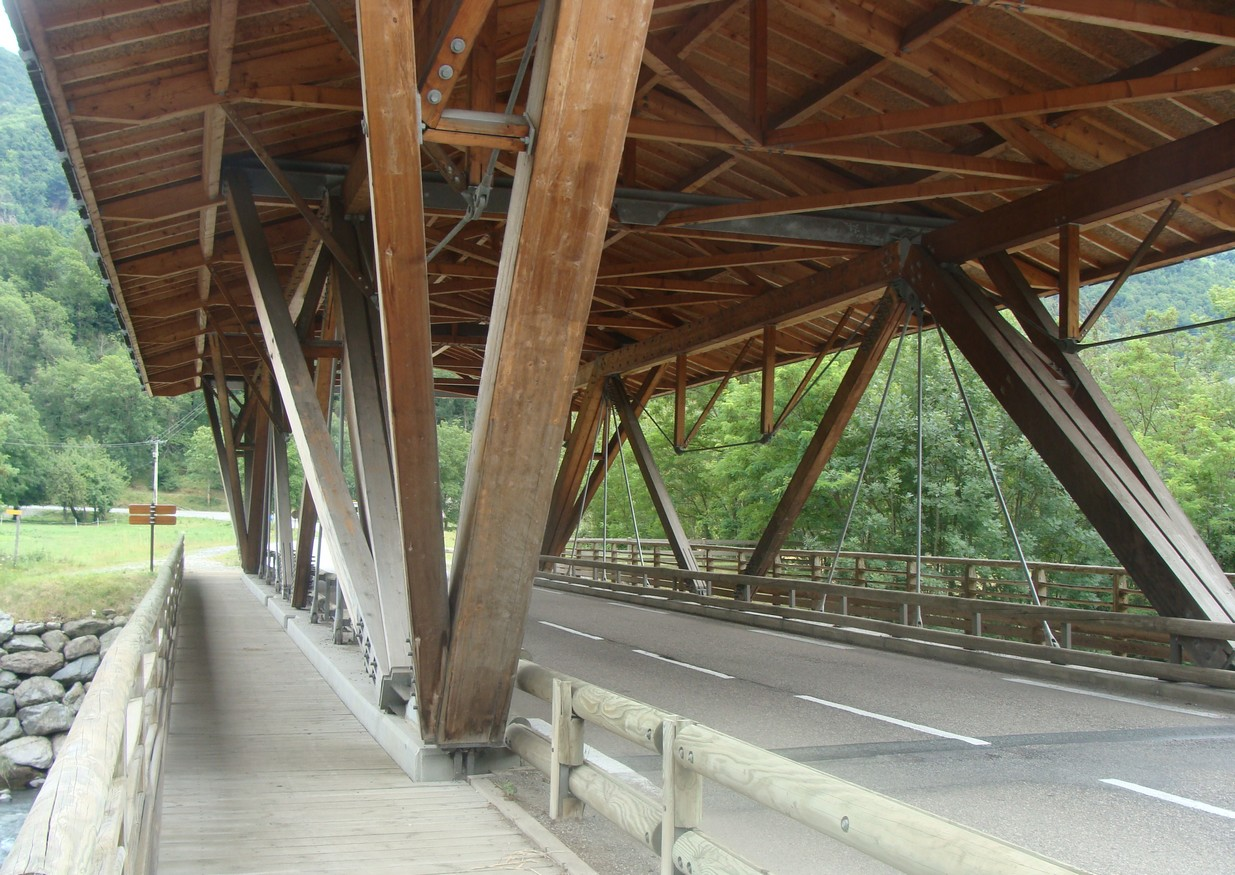
Le cheminement piétons